# Чемпионат СССР по самбо 1984
38-й Чемпионат СССР по самбо проходил в Андропове с 15 по 16 февраля 1984 года. В соревнованиях участвовало 203 спортсмена.

## Медалисты
| Весовая категория              | Золото                                        | Серебро                                    | Бронза                                                                      |
| ------------------------------ | --------------------------------------------- | ------------------------------------------ | --------------------------------------------------------------------------- |
| Наилегчайший вес (до 48 кг)    | Айтжан Шангараев «Динамо» (Алма-Ата)          | Канат Байшулаков «Кайрат» (Джезказган)     | Нурислам Халиуллин «Динамо» (Владивосток) Александр Ульянин РСФСР           |
| Легчайший вес (до 52 кг)       | Алмас Мусабеков «Кайрат» (Джамбул)            | Сергей Терновых «Динамо» (Сухуми)          | Мухамед-Мурат Халлыев Вооружённые Силы (Фрунзе) Виктор Куницын Благовещенск |
| Полулёгкий вес (до 57 кг)      | Валерий Рожков «Труд» (Краснокамск)           | Виктор Астахов Вооружённые Силы (Москва)   | Геннадий Белоглазов «Буревестник» (Пермь) Самвел Шахнабарян Туркменская ССР |
| Лёгкий вес (до 62 кг)          | Александр Аксёнов «Буревестник» (Владивосток) | Евгений Есин «Труд» (Кстово)               | Сабир Адыгезалов «Спартак» (Термез) Маден Калиеков Казахская ССР            |
| 1-й полусредний вес (до 68 кг) | Степан Смирнов «Динамо» Курган                | Владимир Паньшин «Динамо» (Ленинград)      | Владимир Япринцев Вооружённые Силы (Минск) Марат Бексеитов Киргизская ССР   |
| 2-й полусредний вес (до 74 кг) | Василий Швая «Труд» (Краснокамск)             | Николай Баранов «Труд» (Кстово)            | Феликс Янкаускас «Динамо» (Каунас) Михаил Суханов «Динамо» (Курган)         |
| 1-й средний вес (до 82 кг)     | Владимир Александров «Труд» (Ленинград)       | Гурам Черткоев «Динамо» (Орджоникидзе)     | Сергей Маслов Курган Виталий Быченок Вооружённые Силы (Москва)              |
| 2-й средний вес (до 90 кг)     | Александр Пушница «Динамо» (Омск)             | Виктор Чингин «Динамо» (Ленинград)         | Ф. Идиятуллин «Труд» (Казань) Виргиниуюс Самошка «Динамо» (Вильнюс)         |
| Полутяжёлый вес (до 100 кг)    | Михаил Баранов Вооружённые Силы (Минск)       | Михаил Кокорин «Динамо» (Ленинград)        | Геннадий Малёнкин «Труд» (Владимир) Александр Эйдензон Челябинск            |
| Тяжёлый вес (свыше 100 кг)     | Владимир Сободырев Вооружённые Силы (Андижан) | Владимир Шкалов Вооружённые Силы (Барнаул) | И. Богданович «Авангард» (Черновцы) Виктор Славный Вооружённые Силы (Киев)  |